# Goli Breg
Goli Breg falu Zágráb közigazgatási területén Horvátországban, a főváros déli részén. Ma Zágráb Brezovica városnegyedéhez tartozik.

## Fekvése
Zágráb városközpontjától 12 km-re délnyugatra, a Szávamente déli előterében húzódó síkságon, Demerje és Brezovica között fekszik.

## Története
A település már a 18. században is létezett. Az első katonai felmérés térképén „Goli Brijeg” néven található. Lipszky János 1808-ban Budán kiadott repertóriumában „Golibreg” néven szerepel. Nagy Lajos 1829-ben kiadott művében „Goli Breg” néven 16 házzal és 128 katolikus lakossal találjuk.
1857-ben 115, 1910-ben 246 lakosa volt. Zágráb vármegye Szamobori járásához tartozott. 
1941 és 1945 között a Független Horvát Állam része volt, majd a szocialista Jugoszlávia fennhatósága alá került. 1991-től a független Horvátország része. 1991-ben lakosságának 97%-a horvát nemzetiségű volt. 2011-ben 406 lakosa volt.

## Népessége
| Lakosság változása | Lakosság változása | Lakosság változása | Lakosság változása | Lakosság változása | Lakosság változása | Lakosság változása | Lakosság változása | Lakosság változása | Lakosság változása | Lakosság változása | Lakosság változása | Lakosság változása | Lakosság változása | Lakosság változása | Lakosság változása |
| ------------------ | ------------------ | ------------------ | ------------------ | ------------------ | ------------------ | ------------------ | ------------------ | ------------------ | ------------------ | ------------------ | ------------------ | ------------------ | ------------------ | ------------------ | ------------------ |
| 1857               | 1869               | 1880               | 1890               | 1900               | 1910               | 1921               | 1931               | 1948               | 1953               | 1961               | 1971               | 1981               | 1991               | 2001               | 2011               |
| 115                | 143                | 120                | 191                | 198                | 246                | 257                | 259                | 245                | 262                | 305                | 325                | 317                | 344                | 365                | 406                |

## Nevezetességei
Szűz Mária tiszteletére szentelt római katolikus plébániatemplomát a Draskovichok építtették 1756-ban Vukmanić plébános kezdeményezésére, amint ezt a templomban található felirat is igazolja. A templom csarnok jellegű, a szentély lekerekített apszissal, a szentélyhez az északi oldalon csatlakozó sekrestyével és a főhomlokzaton álló két harangtoronnyal. A barokk belső berendezés és a falfestmények a templom építésének idejéből származnak. Az eredeti berendezést megőrizték a templomban.
A plébánia 1906-ban épült téglalap alaprajzú, szecessziós stílusú egyszintes téglaépület. Egy fából készült épület helyén építették. A régi iskolával szemben lévő út mentén található, a barokk templomtól és a temetőtől keletre. Klasszikus alaprajzú, észak-déli irányban központi folyosóval, a hátsó részén lépcsőházzal és gazdasági bejárattal. A földszinten van a plébániahivatal és a konyha, míg az emeleten egy reprezentatív lakórész van kialakítva. Az épület alagsorában boltozatos pince található. A szimmetrikus utcai homlokzat gazdagon díszített, három ablaktengellyel, kiemelkedő központi rizalittal rendelkezik.

## Oktatás
Az általános iskolát 1850-ben alapították. Két földszintes épületben, a plébánia épületével szemben volt elhelyezve. Az északi épület elülső részén az MDCCCCX évszám látható bevésve. A déli, régebbi épületen a "Pučka škola" felirat olvasható. Mindkét épület falazott egyszintes, téglalap alaprajzú épület, nyeregtetővel, historikus stílusú, vakolt homlokzattal. Az osztálytermek az utcára néztek, míg a bejárat a lépcsőkkel és a melléképület a mellékhelyiségekkel az udvari oldalon helyezkedtek el. Az iskolaépületek mellett egy faház áll, de rossz állapotban van. Manapság mindkét volt iskolaépületet lakásoknak használják.